# بينوا بولان
بينوا بولان (بالفرنسية: Benoît Poulain) هو لاعب كرة قدم فرنسي في مركز الدفاع، ولد في 24 يوليو 1987 في مونبلييه في فرنسا. لعب مع كايسري سبور وكلوب بروج ونادي كورتريك ونادي يوبين ونيم أولمبيك.

## وصلات خارجية
- بينوا بولان على موقع اتحاد تركيا (لاعب) (الإنجليزية)
- بينوا بولان على موقع قاعدة بيانات كرة القدم.إي يو (الإنجليزية)
- بينوا بولان على موقع Soccerway.com (الإنجليزية)
- بينوا بولان على موقع AS.com (الإسبانية)